# Dichrostigma
Dichrostigma is een geslacht van kameelhalsvliegen uit de familie van de Raphidiidae. 
Dichrostigma werd voor het eerst wetenschappelijk beschreven door Navás in 1909.

## Soorten
Het geslacht Dichrostigma omvat de volgende soorten:
- Dichrostigma adananum (Albarda, 1891)
- Dichrostigma flavipes (Stein, 1863)
- Dichrostigma malickyi (H. Aspöck & U. Aspöck, 1964)
- Dichrostigma mehadia (H. Aspöck & U. Aspöck, 1964)